# COSAINネットワークス
特定非営利活動法人COSAINネットワークス（コサインネットワークス、英称 NonProfit Organization.COSAIN Networks）は、東京都生活文化局から認証を受けたNPO法人（特定非営利活動法人）である。
一般には「コサイン」と略されて呼ばれることもある。
2000年当時からボランティア活動・社会貢献活動に［IT］を導入する草分け的な活動で評価されている松本寛智が代表。
一般市民から行政・民間企業などの組織まで幅広い対象で、ITサポート事業を中心に活動している。
NPO法上の［その他事業］といわれる収益事業は行っていない。
NPO法人としては数少ないIT関連（情報化支援）を主たる活動にしている。
現代の情報化社会におけるIT弱者と社会のギャップ［デジタルディバイド］の解消のための非営利事業を展開している。
電気通信事業者番号：A-17-8336
登記上の主たる事務所は東京都

## 沿革
- 2002年 - 松本寛智、インターネットを活用した科学の疑問・質問受付WEBサイトの運営活動によりプルデンシャル生命保険主催の第6回プルデンシャルボランティアアワード受賞
- 2003年12月1日 - 任意団体COSAINネットワークス、設立。NPO法人認証申請の準備が始まる。
- 2003年 - ITを活用したボランティア活動従事者のネットワーク構築事業を開始。
- 2004年8月17日 - 千葉県立東金病院にてサマーコンサート開催。「ピアノ演奏ボランティア派遣」を行う。
- 2005年6月14日 - 東京都生活文化局より特定非営利活動法人の設立が認証される。
- 2005年6月27日 - NPO法人登記完了。法人設立。
- 2005年7月20日 - 総務省届出電気通信事業者となる。
- 2005年9月1日 - ITサポートセンターサービス提供開始。
- 2005年10月1日 - ITサポートサービスに出張サポートサービスの提供開始。
- 2005年11月1日 - レンタルサーバー・専用サーバーサービスを開始。
- 2005年12月1日 - NPOや社会貢献活動従事者などへ名刺印刷・封筒印刷サービスを開始。
- 2006年1月15日 - NPOや社会貢献活動従事者などへはじめまセットの提供開始。
- 2006年1月15日 - NPOや社会貢献活動従事者などへコールセンター代行サービスの提供開始。
- 2006年3月1日 - 同窓会向けSNSサービス開始。
- 2006年4月1日 - 東京LRT開業準備委員会、設置。
- 2006年4月20日 - 主たる事務所を東京都墨田区へ移転。
- 2006年4月22日 - 広島県にてサイエンスカフェ開催［山地憲治 先生（東京大学大学院工学系研究科教授） ］。
- 2006年4月23日 - 広島県にてサイエンスカフェ開催［桑野園子 先生（大阪大学大学院人間科学研究科教授）］。
- 2006年7月1日 - コサインパソコンの販売提供を開始。
- 2006年8月1日 - 日本エヴィクサー株式会社と事業協力で合意。
- 2006年10月1日 - コサインネット(ISP)サービスを開始。NTTフレッツ接続に対応。
- 2006年10月6日 - 日本エヴィクサーと共同で「IT総合支援サポートサービス」開始
- 2006年11月1日 - 名刺印刷・封筒印刷・印鑑製作・デザインなどのサービス名を［コサインのビジネスツール］へ改称。
- 2006年11月10日 - コールセンター代行サービスにFAX受信代行サービスのメニューを追加し、これら2サービスとWEBサイト製作サービスを合わせて［コサインのビジネスセンター］へサービス名称改称。
- 2006年12月20日 - 日本エヴィクサーと共同運営にて、簡単本格HP製作サービス［プルッセル］サービス提供開始。
- 2007年3月1日 - 主たる事務所を東京都中央区へ移転。従たる事務所を東京都新宿区へ設置。

## 提供サービス活動
ITサービスに関するノウハウをワンストップで提供するために、各種ITサービスを独自開発・運営している。